# Dennis Buchner
Dennis Buchner (ur. 31 marca 1977 w Lubece) – niemiecki polityk i politolog, działacz Socjaldemokratycznej Partii Niemiec (SPD), prezydent Izby Deputowanych Berlina (2021–2023) oraz jego wiceprezydent (od 2023).

## Życiorys
W 1996 roku ukończył szkołę średnią uzyskując ogólne świadectwo dojrzałości (Allgemeinbildendes Abitur) w Oberschule zum Dom w Lubece. Następnie w latach 1996–1997 odbył służbę zastępczą w klinice Asklepios w Bad Schwartau. W latach 1998–2005 studiował nauki polityczne na uniwersytetach w Bonn i Poczdamie, uzyskując tytuł dyplomowanego politologa.
W latach 2000–2002 pracował jako student-asystent Bernharda von Grünberga, posła do Landtagu Nadrenii Północnej-Westfalii. Od 2002 do 2021 roku był zatrudniony w strukturach federalnych SPD – jako współpracownik, referent oraz szef biur partyjnych. W latach 2006–2008 kierował biurem wiceprzewodniczącej SPD Bärbel Dieckmann, a w latach 2011–2012 biurem sekretarz generalnej SPD Astrid Klug. W latach 2008–2010 pełnił funkcję kierownika wydziału w SPD NRW, a w latach 2010–2011 był szefem kampanii wyborczej SPD w Saksonii-Anhalt. W latach 2014–2016 sprawował funkcję sekretarza krajowego SPD Berlin. Do SPD wstąpił w 1998 roku. W latach 2004–2020 przewodniczył lokalnej organizacji SPD w dzielnicy Weißensee-City w Berlinie. W latach 2014–2020 był zastępcą przewodniczącego SPD w dzielnicy Pankow, a od 2020 roku kieruje strukturami SPD w tym okręgu.
Od 27 października 2011 roku zasiada w Izbie Deputowanych Berlina. W latach 2011–2021 był członkiem komisji ds. edukacji, młodzieży i rodziny, pełniąc funkcję rzecznika SPD ds. szkolnictwa zawodowego. Równolegle od 2011 do 2023 zasiadał w komisji ds. sportu, w której do 2021 roku był rzecznikiem frakcji SPD. W latach 2016–2019 był członkiem komisji ds. nauki i badań, a w latach 2019–2021 zasiadał w komisji ds. spraw europejskich, federalnych i mediów.
Od listopada 2012 roku jest członkiem prezydium Izby Deputowanych. W dniach od 4 listopada 2021 do 16 marca 2023 sprawował urząd przewodniczącego Izby Deputowanych Berlina. 16 marca 2023 objął funkcję wiceprzewodniczącego tego gremium.